# Joe Sutter

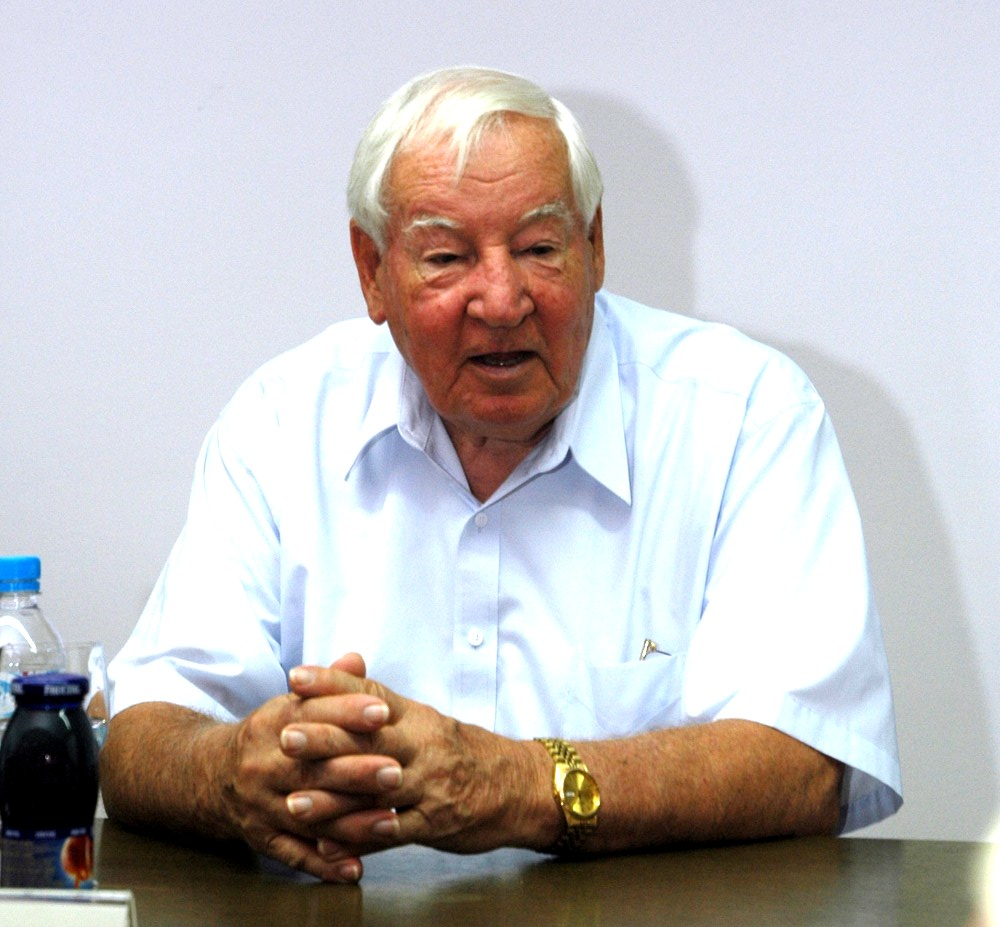
Joe Sutter (2006)

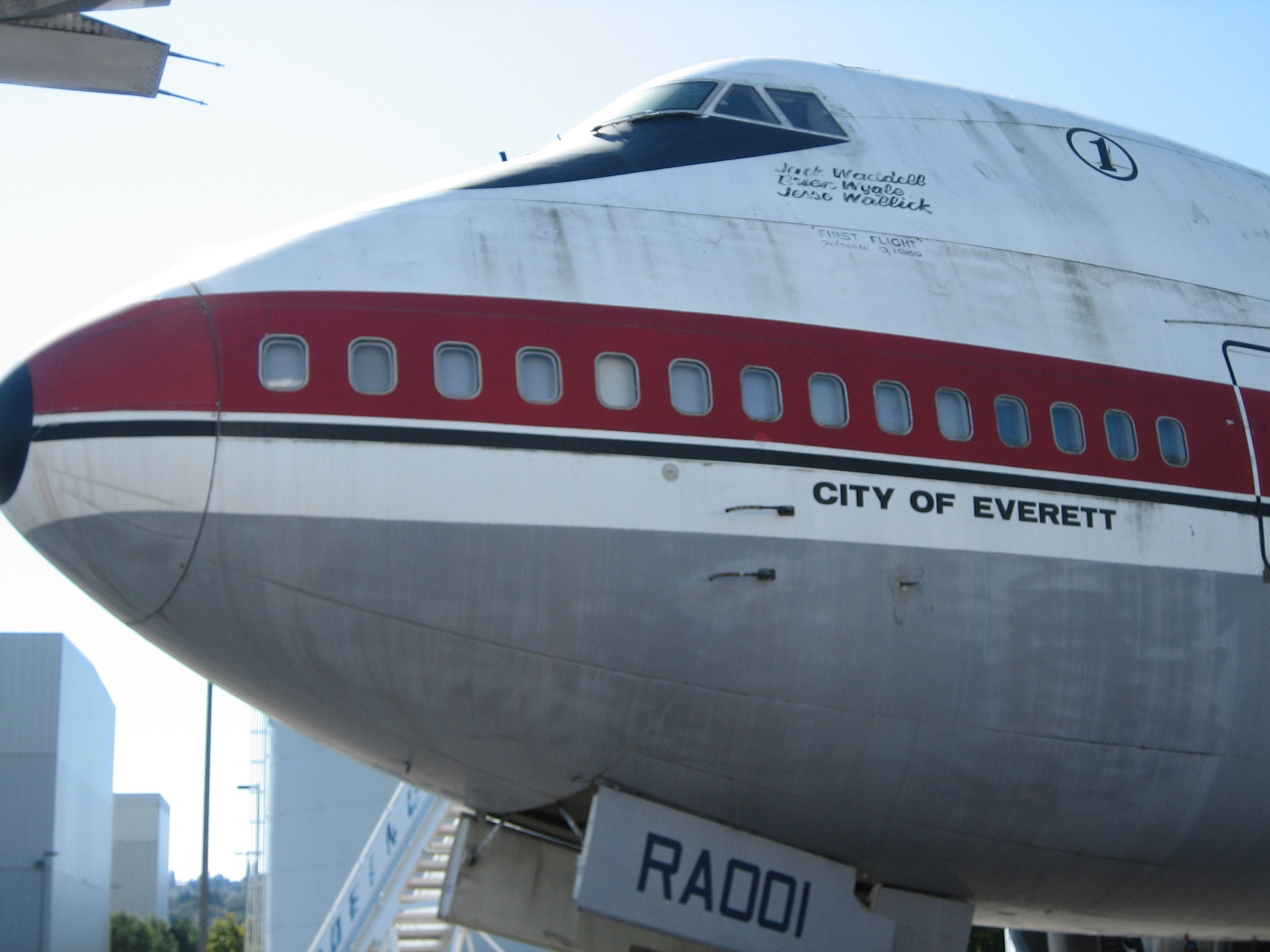
Boeing 747-121 Prototyp 1969

Joseph F. „Joe“ Sutter (* 21. März 1921 in Seattle, Washington, Vereinigte Staaten; † 30. August 2016 in Los Angeles, Kalifornien) war ein US-amerikanischer Luftfahrtingenieur.
Joe Sutter, Sohn slowenischer Einwanderer, studierte Luft- und Raumfahrttechnik an der University of Washington und war anschließend für Boeing in Seattle tätig. Er war zunächst verantwortlich für die Entwicklung und Konstruktion der Kurzstreckenjets Boeing 727 und Boeing 737, bei der er unter anderem die Aufhängung der Triebwerke an den Tragflächen entwickelte. 1965 wurde er Chefentwickler für das neue Großraumflugzeug Boeing 747 Jumbo-Jet.
Im Jahr 1985 erhielt er die National Medal of Technology and Innovation.

## Schriften
- 747. Creating the world’s first jumbo jet and other adventures from a life in aviation. Smithsonian Books, New York 2006, ISBN 0-06-088241-7 (Autobiographie).